# Svendborg Amtskreds
Svendborg Amtskreds var en valgkreds i Landsdel Øerne fra 1920 til 1970. I 1971 blev området en del af Fyns Amtskreds. Fra 2007 hører området til Fyns Storkreds.
Amtskredsen bestod af følgende opstillingskredse:
1. Nyborgkredsen.
2. Gudmekredsen.
3. Svendborgkredsen.
4. Faaborgkredsen (Fåborg-Ærøskøbing kredsen).
5. Højrupkredsen.
6. Rudkøbingkredsen.